# Kawasaki P-1

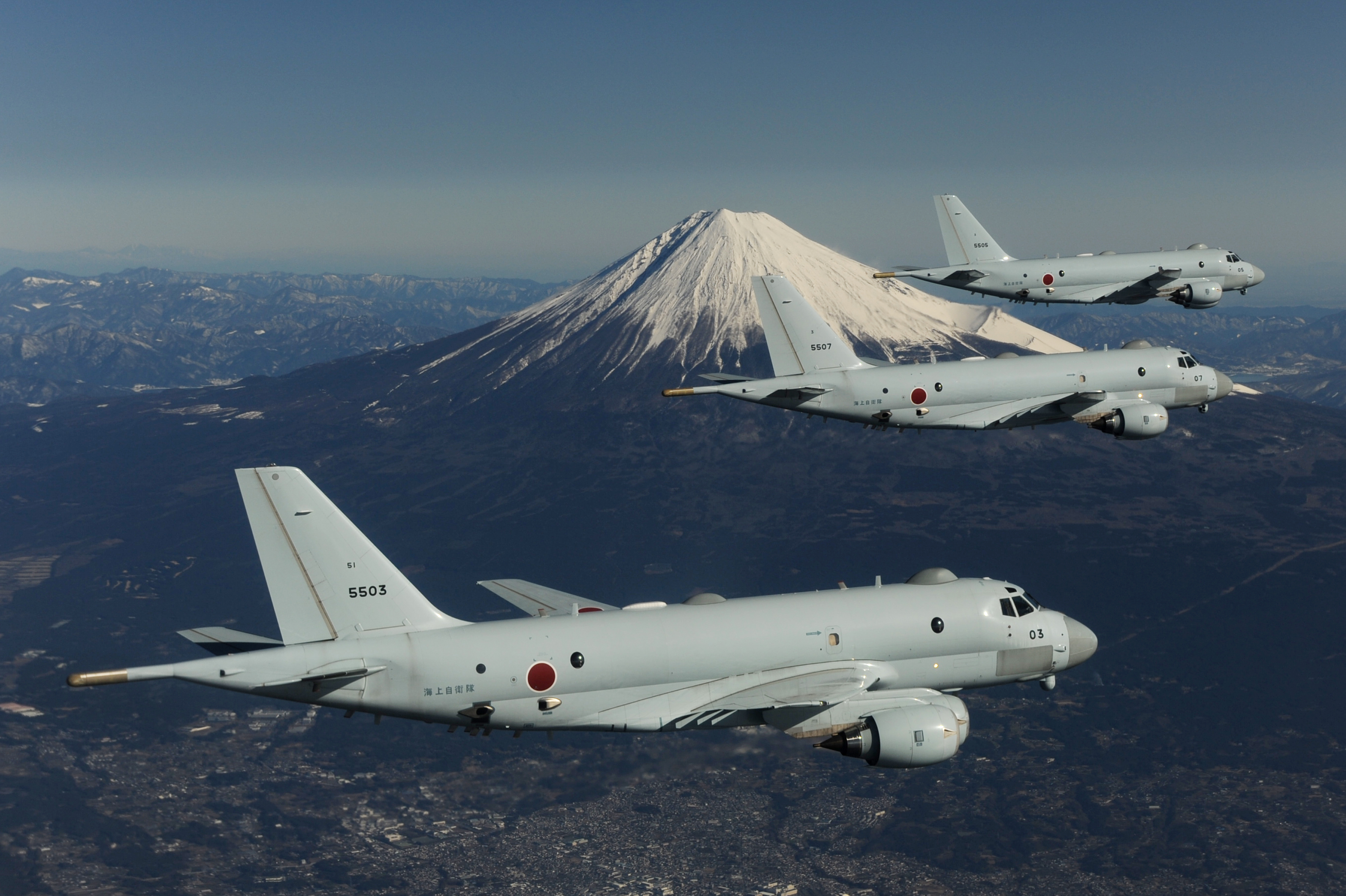
Sobre el monte Fuji

El Kawasaki P-1, anteriormente conocido como P-X, es un avión de patrulla marítima cuatrimotor desarrollado por la compañía japonesa Kawasaki Heavy Industries para la Fuerza Marítima de Autodefensa de Japón. El P-1 entró en servicio con la Fuerza Marítima de Autodefensa para reemplazar a sus aviones Lockheed P-3C Orion.

## Diseño y desarrollo
Kawasaki no era novato en el diseño de aviones de patrulla marítima. Ya décadas antes presentó el proyecto  GK-520, con cuatro motores turborreactores, para el programa de la Marina PX-L que buscaba un avión que sustituyera al Lockheed P-2 Neptune.
La Fuerza de Autodefensa Marítima Japonesa empleó el Lockheed P-3 Orion durante décadas como avión de patrulla marítima. Operaba más de 100 aviones P-3, de ellos 110 P-3J producidos por licencia por Kawasaki. Sin embargo el avión quedó desactualizado y dada la importancia de la misión antisubmarina y de patrulla marítima Japón decidió buscar un sustituto adaptado a sus necesidades específicas.
Kawasaki Heavy Industries fue la elegida para desarrollar la aeronave P-X, junto al Kawasaki C-X de carga. Así, la mayor parte de los componentes son compartidos tanto en el C-X como en el P-X. A fecha de 2007, el coste total del desarrollo de ambas aeronaves había sido de 345.000 millones de yenes. A diferencia del Boeing P-8 el avión no se basa en un diseño comercial ya existente, sino que se diseñó un avión optimizado para la misión. Aerodinámicamente, las alas anchas y rechonchas del P-1 permiten una velocidad de pérdida más baja y un mejor rendimiento a baja altitud que el P-8. El P-1 tiene una agilidad sorprendente para un avión de su tamaño (38 metros de largo y un peso máximo de despegue de 88 toneladas). El P-1 fue el primer avión operativo en utilizar un sistema fly-by-wire de fibra óptica, que en teoría es más fiable y menos susceptible de crear interferencia electromagnética con los sensores de a bordo. El P-1 presenta características de vuelo muy mejoradas respecto al P-3C: mayor velocidad, mayor autonomía y mayor capacidad de carga gracias al empleo de las últimas tecnologías. Estas características le permiten patrullar los extensos mares que rodean Japón.
El P-1 es una solución doméstica, alrededor del 90% del avión y de sus sistemas son japoneses. Ese era el objetivo del proyecto desarrollado y liderado por la ATLA (Acquisition, Technology and Logistic Agency) y por el cual se rechazó el Boeing P-8. La integración y puesta a punto de los sistemas fue liderada por Kawasaki, pero en el desarrollo y fabricación contribuyeron otras muchas empresas locales como Mitsubishi, Fujitsu o Toshiba entre otras. 
La aeronave fue presentada al público el 4 de julio de 2007, junto al proyecto gemelo, el C-X (posteriormente Kawasaki C-2). El primer vuelo tuvo lugar el 28 de septiembre de 2007.
Los intentos de venderlo en el extranjero se han encontrado con problemas debido a las fuertes restricciones que imperaban para que Japón pueda exportar armamento a terceros países, aunque en 2014 estos se relajaron un poco. Se presentó a los concursos de la RAF y RNZAF, que se llevó el P-8. En el caso de la RAF se alegó para comprar el P-8 que era una solución "lista para usar" y que los sistemas de misión y armas eran ya operados Estados Unidos, eliminando plazos y la necesidad pagar por modificaciones importantes importante. Para Nueva Zelanda pesó el que Australia ya hubiera elegido el P-8, dado el estrecho lazo en materia de defensa. Tailandia y Vietnam han expresado interés, sin llegar más allá. En su momento se propuso infructuosamente el P-1, enteramente o al menos sus sensores, a Francia y Alemania como reemplazo de los aviones antisubmarinos y ante el fracaso del proyecto A319 MPA. Cuando Alemania finalmente eligió el P-8 se descartó el P-1 por la necesidad de certificarlo y los 5 años que se estimó llevaría hacerlo, que encarecía la compra. Las ventajas de financiación y poder aprovechar la red de compras militares de Estados Unidos, unida a la amplia disponibilidad de piezas de recambio de los Boeing 737-800, son factores muy fuertes en contra de la exportación del P-1. El tema de la certificación no es trivial ya que en caso de comprar el P-1 el avión debe tener certificado de aeronavegabilidad para volar en Europa y además deben realizarse las revisiones de mantenimiento que exigen las autoridades aeronáuticas y no es muy práctico ni barato enviar los aviones a Japón.
La incorporación oficial al servicio en 2013 del P-1 fue el inicio del reemplazo de los P-3 Orion japoneses en misiones de vigilancia y patrullaje de la zona marítima de interés japonesa. En su momento se declaró la intención de operar entre 60 y 70 aviones P-1, previendo actualizar rutinariamente los sensores cada diez años. Es bastante previsible la compra de aviones adicionales para reemplazar las variantes especializadas del P-3. El 81º Escuadrón de Reconocimiento Aéreo de la JMSDF cuenta con 5 aviones EP-3C de reconocimiento electrónico, 4 OP-3C de reconocimiento y 4 UP-3C/D de entrenamiento y pruebas.

## Operadores
Japón
- Fuerza Marítima de Autodefensa de Japón

## Especificaciones (XP-1)
Referencia datos: FlightGlobal.com

### Características generales
- Tripulación: 2 (piloto y copiloto)
- Longitud: 38,0 m
- Envergadura: 35,4 m
- Altura: 12,1 m
- Peso máximo al despegue: 79.700 kg
- Planta motriz: 4× turbofán IHI Corporation XF7-10.
  - Empuje normal: 60,1 kN (6123 kgf; 13 500 lbf) de empuje cada uno.

### Rendimiento
- Velocidad crucero (Vc): 833 km/h
- Alcance: 8.000 km.
- Techo de vuelo: 13.500 m.

Es un avión equiparable en muchos sentidos al P-8 pero con célula, motores, aviónica y sensores de producción japonesa. La tripulación prevista se compone de 2 pilotos y 9 tripulantes. El P-8 tiene 2 tripulantes menos (atribuible a contar con menos sensores), no cuenta con MAD ni con un radar que pueda cubrir 360º (de hecho India solicitó estos equipos para sus P-8I) por lo que el área que cubre un P-1 se considera mayor.
Está propulsado por 4 turbofans, buscando la redundancia en caso de avería aunque suponga en teoría penalizar consumo o aerodinámica. En patrulla está previsto que pueda emplear solo 2 motores para economizar combustible. Los motores F7-10 permiten patrullas prolongadas y están diseñados para ser diez decibelios más silenciosos que los motores del P-3 para así mejorar el sigilo acústico. El P-1 tiene un alcance máximo de más de 5.000 kilómetros, pudiendo llegar a su zona de patrulla un 30% más rápido que un P-3 ya que su velocidad es de 621 km/h. Ya en la zona se pasa a un patrón de vuelo de patrulla lento que utiliza solo dos motores. Dada la capacidad de moverse más rápido se considera que menos aviones podrán hacer el mismo trabajo que la flota de P-3.
El avión se diseñó con mucho espacio para el armamento. Hay 8 puntos de carga externos bajo el Ala y 8 internos en la bodega de bombas. El P-1 puede emplear en esos puntos de carga el misil antibuque AGM-84 o el ASM-1C japonés, así como misiles aire-tierra AGM-65 Maverick. Por supuesto también puede llevar torpedos antisubmarinos, minas y cargas de profundidad. Adicionalmente cuenta con lanzador de sonoboyas. A diferencia del P-8 si emplea un MAD.
El Kawasaki P-1 emplea aviónica de vanguardia, especializado en la guerra antisubmarina. Está equipado con un avanzado sistema de inteligencia artificial que facilita el trabajo del oficial coordinador táctico, lo que tiene un impacto directo en el rendimiento general de la aeronave. El P-1 cuenta con al menos cuatro antenas de radar AESA Toshiba HPS-106 que brindan una cobertura de 360 grados. Estas antenas pueden explorar la superficie en busca de buques, distinguiendo entre diferentes tipos e identificando los tubos snorkel o los mástiles de periscopio de los submarinos. También pueden funcionar si hiciera falta en modo de búsqueda aérea, a la manera de un avión AWACS improvisado. Además cuenta con un equipo de guerra electrónica instalado en la parte superior de la cabina que puede usarse para localizar e interferir equipos electrónicos y de comunicación enemigos. Para hacer frente a misiles antiaéreos tiene un sistema de advertencia de misiles HLQ-9, contramedidas electrónicas y un dispensador de bengalas y chaff. La instalación de una torreta de sensor infrarrojo/electroóptico HAQ-2 debajo del morro del avión le permite vigilar todo lo que se mueva en la superficie del mar en cualquier condición meteorológica. Su unidad de procesamiento acústico HQA-7 permite escuchar el sonido de un submarino diésel o nuclear. Se instaló también un detector de anomalías magnéticas ASQ-508(V) que va en un aguijón en la cola y que hace posible detectar las firmas magnéticas del casco de un submarino cuando el P-1 vuela a baja altitud. Las sonoboyas son el método principal para detectar submarinos en inmersión y el P-1 puede llevar 
37 en lanzador, además de hasta 70 más almacenados. Los datos proporcionados por los sensores se fusionan en un sistema de gestión de combate HYQ-3, que puede predecir los movimientos de un submarino de que haya sido detectado, analizar varios escenarios posibles de ataque al submarino a la vez y recomendar la mejor opción según las circunstancias. El HYQ-3 permite además intercambiar información con otros cazasubmarinos, incluidos los helicópteros SH-60K de la Armada japonesa, y conectarse con una base de datos naval y una base de datos de reconocimiento satelital para identificar embarcaciones desconocidas. El P-1 tiene un enlace de datos Link-16 para compartir datos de sus sensores con otras plataformas aéreas, como los aviones F-15J y B-767 AWACS, y plataformas navales, como los destructores Aegis japoneses.

### Desarrollos relacionados
- Kawasaki C-2
- Kawasaki YPX

### Aeronaves similares
- Bombardier Aerospace DHC-8-MPA-D8
- EADS CASA C-295 MPA
- Boeing P-8 Poseidon
- Breguet Atlantique
- BAE Systems Nimrod MRA4
- Ilyushin Il-38